# Upplands runinskrifter 895
Upplands runinskrifter 895 är en runsten som står i närheten av Hågahögen i Uppsala och Uppsala kommun i Uppland.

## Stenen
Runstenen står idag i en hästhage knappa hundra meter nordväst om Hågahögen i Uppsala. Den har tidigare lagats vid foten, men runorna och ornamentiken är välbevarade. Stenen är korsmärkt och orneringen med flätade bandslingor går i Ringerikestil.

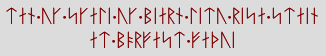
Runslingan på U 895

## Inskriften
Inskriften är fördelad över två av stenens ytor. Medan den första delen täcker den stora sidan med en snygg runslinga begränsar sig dedikationen till en enkel, vertikal rad som slutar i ett malteserkors.

### Inskriften i runor[2]
(sida A) ᛏᛅᚾ᛫ᚢᚴ᛫ᛋᚴᛅᛚᛁ᛫ᚢᚴ᛫ᛒᛁᛅᚱᚾ᛫ᛚᛁᛏᚢ᛫ᚱᛁᛋᛅ᛫ᛋᛏᛅᛁᚾ
(sida B) ᛅᛏ᛫ᛒᚭᚱᚠᛅᛋᛏ᛫ᚠᛅᚦᚢᛁ

### Inskriften i translitterering
(sida A) tan uk skali uk biarn litu risa stain
(sida B) at borfast faþui

### Inskriften i översättning[3]
"Danr och Skalli och Björn lät resa sten
efter Borgfast, fader."

## Historia
Runstenen stod ursprungligen på ett gärde mellan Starbo och Flogsta. På 1600-talets slut avbildades stenen och den var då sönderslagen i två delar. Stenen hamnade sedan i en brokista och Rickard Dybeck berättade på 1860-talet att bron rivits och stenen tagits fram. Senare flyttades stenen till, och restes på, sin nuvarande plats i Håga, men exakt när detta skedde är icke känt.